# Vítězslav Lederer
Vítězslav Lederer (6. března 1904 Písařova Vesce – 5. dubna 1972) byl jeden z židovských vězňů koncentračního tábora Auschwitz-Birkenau, kterým se podařilo uprchnout.

## Před Osvětimí
Narodil se 6. března 1904 v obci Písařova Vesce, tehdy Albersdorf, v okrese Tachov jako Salomon Lederer rodičům Mořicovi (1864–1942) a Anně Schwagerové (1869–1936). Měl čtyři mladší sourozence – Abrahama (1891-1892), Marii (1894–1942), Rudolfa (1895–1942) a Růženu (1900–1942) . Poté se jeho rodina přestěhovala do Plzně, odkud pocházel jeho otec, kde se ve 30. letech 20. století živil jako obchodní cestující s textilem. Inklinoval k levicovému smýšlení a angažoval se v levicových kruzích. Po začátku uplatňování protižidovských opatření byl donucen vzdát se pozice obchodníka a prošel několika zaměstnáními – mj. pracoval v keramických závodech v Horní Bříze a poté jako čeledín nebo kočí na venkově v okolí Plzně.
Po nastolení Protektorátu Čechy a Morava v roce 1939 se aktivně zapojil do odbojového hnutí. V listopadu 1939 byl nakrátko zatčen gestapem, ale brzy pro nedostatek důkazů propuštěn, stejně jako o rok později, v listopadu 1940. Spolupracoval s několika odbojovými organizacemi na Plzeňsku, např. s 28člennou skupinou „Plzeňák 28“ ze Zbraslavi. 18. ledna 1942 (2 dny před stvrzením konečného řešení otázky židovské), poté, co byl opět sebrán gestapem, skončil v terezínském židovském ghettu. Nakonec byl zařazen na seznam lidí určených k nenávratným odsunům na Východ a ocitl se v koncentračním/vyhlazovacím táboře Auschwitz-Birkenau (Osvětim-Březinka).

## Osvětim

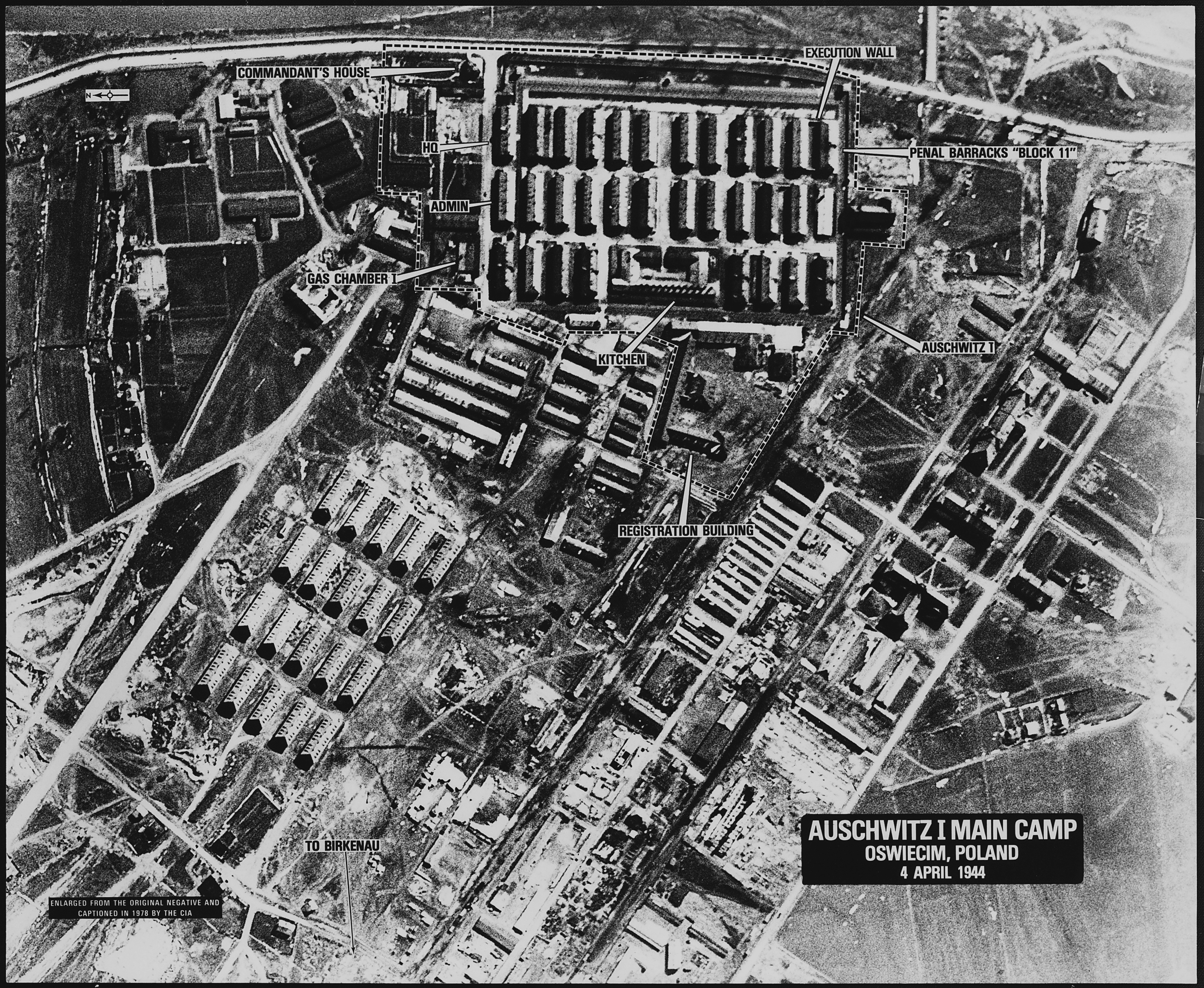
Letecká fotografie KL Osvětim I., shodou okolností pořízená den před útěkem Lederera a Pesteka

Do Osvětimi-Březinky byl přivezen transportem z terezínského ghetta 18. prosince 1943. Jeho vězeňské číslo bylo 170521.
V průběhu své internace navázal kontakt s Viktorem Pestekem, dozorcem a esesmanem v hodnosti Rottenführer. Pestek nebyl ideologicky nakloněn masovému zabíjení lidí pro jejich náboženství nebo etnicitu a navíc se zamiloval do jedné z vězeňkyň tábora, dívky z významné pražské židovské rodiny, Renée Neumannové. V noci 8. března 1944 (shodou okolností 2 dny po Ledererových 40. narozeninách) byla v táboře zlikvidována velká část obyvatel sekce B II b (terezínský rodinný tábor), kde byly usmrceny stovky vězňů, z toho velká část Čechů. Lze spekulovat, že právě tato událost u Pesteka vyvolala strach o život jeho milované a podnítila ho k začátku plánování útěku. Lederera hromadné vyvražďování v táboře samozřejmě nezasáhlo o nic méně – později o tomto období Lederer řekl:
Tehdy jsem se rozhodl, že zkusím všechny možnosti, jak odtud uprchnout. Pak mi osud přivedl do cesty toho mladého SS-rottenführera.
Vítězslav Lederer
Lederer měl v úmyslu dostat zprávu o hrůzách Osvětimi na veřejnost a také informovat židovskou radu terezínského ghetta. Pestek dal před útěkem slib Neumannové, že se vrátí a pomůže utéct jí a její matce.

### Útěk
Útěk proběhl v nočních hodinách 5. dubna 1944. Předcházely mu důkladné přípravy, které téměř zcela zařídil Viktor Pestek – ten pro Lederera sehnal esesáckou uniformu (též v hodnosti SS-rotmistra) a pro oba jízdní kolo. Využít měl údajně příležitosti poté, co se jeho kolegové dozorci po službě opili a příliš nevnímali okolí. Jednomu z nich ukradl potřebné dokumenty (ty pro Lederera byly na jméno JUDr. Friedrich Welker) a ve skladu věcí, které byly vězňům odebrány hned po příjezdu (tzv. “Kanada”), odcizil zlatý náramek a nějaké peníze. Poté si zjistil heslo, potřebné k průchodu strážními liniemi, na den útěku a na toto datum také s předstihem zažádal o dovolenou, aby pro oba získal čas.
Z komplexu tábora odešli z východu u rohu tábora B II b, prošli přes zástavbu ubikací pro esesmany a napojili se na cestu podél železnice do tábora než došli k zastávce před ním. Vlakem poté odjeli do Bohumína, odkud pokračovali do Prahy, kam mohli přijet odhadem v 11:30 následujícího dne – krátce poté, co byla v osvětimském táboře Ledererova (a o pár hodin později i Pestekova) nepřítomnost zjištěna. Podle záznamů, měl velitel tábora SS-sturmbannführer Friedrich Hartjenstein zareagovat slovy: „Zbláznili se nebo co? Je třeba ty dva okamžitě dopadnout a umlčet!“, což dokazuje snahu umlčet pravdu o tom, co za zdmi a ostnatými dráty KL Osvětimi-Březinky skutečně probíhalo. O útěku byly zpraveny nadřízené instituce, zpráva se dostala k Himmlerovi.
V Praze měli oba uprchlíci poobědvat a zařídit se na věci příští – Pestek prodal odcizený zlatý náramek a za peníze z něj si oba pořídili náhradní civilní oblečení, pár cestovních zavazadel a nějaké další vybavení, také se umyli a upravili. Před půlnocí odjeli ze Smíchova přes Beroun do Plzně, kde Lederer kontaktoval své blízké (a pravděpodobně své spojence z českého odboje), aby Pestekovi poskytli prozatímní zázemí.

## Po útěku do konce války
Sám Lederer se v Plzni dlouho nezdržel – spěchal do Terezína, kde mu lidé z odboje pomohli se minimálně čtyřikrát dostat do tamního ghetta a o osudu Židů v osvětimském koncentračním táboře informovat tamější radu starších.
U terezínských starších se ale setkal s neočekávanou reakcí – prakticky nikdo mu nevěřil, většina ho považovala za podivína a předseda rady starších dr. Eppstein nařídil o věci mlčet.
Osobně jsem sdělil dr. Eppsteinovi a dr. Baeckovi zprávy, které nám přinesl Lederer, ale předseda rady starších dr. Eppstein mně zapřísahal, abych o tom mlčel, jinak by hrozila katastrofa těm skoro 35 tisícům obyvatelům. (…) Žádali jsme své přátele, aby zachovali tajemství a obávali jsme se následků, které by vznikly, kdyby se tyto zprávy dostaly do terezínské veřejnosti.
Leo Holzer
Lederer se tedy pokusil zprávu o poměrech v Osvětimi dostat k Mezinárodnímu červenému kříži – od odbojářů z prostředí plzeňské Škodovky získal falešné dokumenty inženýra u loďařské firmy u Bodamského jezera a pomocí kontaktu, doporučeného od Pesteka, se snažil materiály o Osvětimi dostat do přes neutrální Švýcarsko ven. Tento plán ale nevyšel a Lederer se následně vrátil do Protektorátu. Až do konce války působil v českém odboji.

## Po válce
Bez nároků na ocenění se zařadil do běžného života, ale až do konce života na téma nacistických hrůz v Osvětimi pořádal přednášky. Se svými sourozenci a otcem se již neshledal, zemřeli pravděpodobně ve Varšavském ghettu.